# The Lox
The LOX (ou The Lox), é um grupo musical de hip hop norte-americano formado em 1994, em Yonkers, Nova York. O grupo é composto pelos rappers Sheek Louch, Styles P e Jadakiss. Eles originalmente assinaram contrato com a gravadora Bad Boy Records de Sean Combs em 1995, antes de se juntar à Ruff Ryders Entertainment em 1999. Eles já lançaram a própria gravadora, chamada "D-Block Records". O nome de D-Block representa o rótulo coletivo do grupo.

## História
Jason "Jadakiss" Phillips, David "Styles P" Styles e Sean "Sheek Louch" Jacobs, lançaram suas carreiras musicais em sua cidade natal de Yonkers. Ainda estudantes, eles formaram um grupo chamado "The Bomb Squad", produziam suas próprias demos. Em 1994, eles participaram de "Set It Off" do álbum Fuck What You Think do grupo Main Source. O grupo o grupo começou a ganhar atenção por seu estilo lírico e sua capacidade de apresentar contos da vida urbana. O grupo mudou seu nome para The Warlocks, e continuou a desenvolver a sua popularidade subterrânea com mixtapes. A pedido de Combs, The Warlocks mudou seu nome para The L.O.X.
No início de 2014, Jadakiss dá mais detalhes sobre este novo álbum do The LOX no video postado no Facebook.

## Discografia
Álbuns de estúdio
- Money, Power & Respect (1998)
- We Are the Streets (2000)
- Filthy America... It's Beautiful (2016)
- Living Off Xperience (2020)